# Темељни уговор између Српске православне цркве и Црне Горе
Темељни уговор између Српске православне цркве и Црне Горе јесте документ којим се регулишу односи осмовековне СПЦ и државе Црне Горе. Потписан је у среду, 3. августа 2022. године у вили Горица у Подгорици. Уговор су потписали Патријарх српски Порфирије и Председник Владе Црне Горе — Дритан Абазовић.
Уговор је потписан у присуству чланова Светог архијерејског синода Српске православне цркве. Поред Митрополита црногорско-приморског — Јоаникија и министра правде у Влади Црне Горе — Марка Ковача, потписивању су присуствовали и бројни Епископи: сремски Василије, зворничко-тузлански Фотије милешевски Атанасије, захумско-херцеговачки Димитрије и будимљанско-никшићки Методијe. Чланови делегације Владе Црне Горе били су потпредсједник Владе Владимир Јоковић, министар за људска и мањинска права Фатмир Ђека, министар здравља Драгослав Шћекић и министар финансија Александар Дамјановић.

## Историја
Митрополија црногорско-приморска је историјски основана 1219. као Зетска епархија од стране Светог Саве и као таква, најстарија је епархија Српске православне цркве и једина која постоји без престанка и без икаквих прекида од стицања аутокефалности 1219. године. Митрополит црногорско-приморски Амфилохије се позвао на тај историјски континуитет Митрополије, наводећи да историја територије на којој се налази црквена имовина досеже и до Црнојевића и Књаза Николе, па су поједини манастири старији и од Краљевине Црне Горе.
Епископски савет Српске православне цркве Митрополије црногорско-приморске, саопштио је да је током преговора о Закону о слободи вјероисповијести постављен невиђен ултиматум Цркви да се поново региструје и да изнова, као некаква новоформирана верска заједница стиче правни субјективитет који је признат и препознат од свих власти, па чак и окупаторских, кроз вијекове до данас.
Кристијан Кригер, предсједник конференције европских цркава из Брисела, казао је да се у демократским државама слобода религије и уверења посматра као показатељ људских права и знак постојања једног модерног свијета.
У писању текста Темељног уговора учествовали су правни експерти Српске православне цркве и црногорских власти. На седници црногорског парламента 29. децембра 2020. Скупштина Црне Горе усвојила је измјене Закона о слободи вјероисповијести. За измјене и допуне Закона гласао је 41 посланик парламентарне већине, без гласова против и уздржаних. „Закони које је усвојила Скупштина Црне Горе на историјској маратонској сједници потписани од стране председника Скупштине Алексе Бечића, а укази о њиховом проглашењу од стране председника Црне Горе Мила Ђукановића“, објавио је предсједник Скупштине на Твитеру. Министар правде и људских права Владимир Лепосавић рекао је да је расправа о изменама Закона трајала 365 дана и да су грађани готово реферндумски тражили измене. „Упркос опструкцијама и након усвајања измјене Закона о слободи вероисповијести црногорске скупштине, 42 Влада премијера Здравка Кривокапића није потписала Темељни уговр са Српском православном црквом.
Радне групе Српске православне цркве и владе Црне Горе 28. јуна 2022. године начелно су ускладиле радну верзију Темељног уговора, која ће даље ићи уобичајеном процедуром према радним тијелима владе. У радној верзији Темељног уговора наведено је, између осталог, да држава гарантује Цркви, црквено-правним лицима, свештенству, монаштву и вјерницима слободу одржавања духовних и административних веза сагласно православном канонском праву и Уставу СПЦ, са својим највишим црквеним тијелима, са другим помјесним православним црквама, као и са и вјерским заједницама.
Нацрт Темељног уговора усвојен је поново 8. јула 2022. године на седници 43 Владе премијера Дритана Абазовића. Од 18 присутних министара, 13 је гласало за, пет министара је изузело мишљење. Премијер Дритан Абазовић је прогласио да је тачка усвојена и рекао да постоји могућност да се гласање понови на наредној седници или електронски. „Потписивањем Темељног уговора црногорске државе са Српском православном црквом шаље се порука мира и толеранције, а Црна Гора се окреће новим изазовима“, изјавио је Абазовић.
Патријарх српски Порфирије и премијер Црне Горе — Дритан Абазовић, потписали су у Подгорици Темељни уговор између Српске православне цркве и Владе Црне Горе 3. августа 2022. године.

### Закон о слободи вероисповести
Влада Црне Горе представила је нацрт закона о слободи вероисповести крајем 2015. године и послала Венецијанској комисији Савета Европе. Тада је било више од 5.000 примедби на које нико никада из Владе или надлежног министарства није одговорио. Тај нацрт је Венецијанска комисија одбацила.
Амбасадорка Божидарка Крунић стална представница Црне Горе при Савету Европе, дописом од 24. августа 2015. године затражила је мишљење Венецијанске комисије о Нацрту закона о слободи вероисповести. Венецијанска комисија је 27. новембра 2015. године припремила мишљење бр. 820/2015 о Нацрту закона о слободи вероисповести у Црној Гори. Мишљење је претходно достављено Министарству за људска и мањинска права на чијем се челу у то време налазио Суад Нумановић. Венецијанска комисија и ОЕБС/ОДХИР су мишљење припремили за пленарну седницу Венецијанске комисије у децембру 2015. године, али је Министарство повукло акт из процедуре пред тим међународним телом.
Како се ближила 100 годишњица оснивања Краљевине Југославије и 800 годишњица аутокефалности Српске православне цркве тензије између Београда и Подгорице су расле. Дана 13. фебруара 2018. године, свештеници Митрополије црногорско-приморске успротивили су се предлогу закона уколико Скупштина Црне Горе усвоји предлог закона о странцима који долазе из Србије и Босне и Херцеговине и који ће морати да полажу црногорски језик и да приложе потврду да је верска организација за коју раде регистрована како би добили дозволу за привремени боравак.

#### Неслагања Црногорске владе са Венецијанском комисијом и СПЦ
Крајем маја представници власти су у разговорима са експертима Венецијанске комисије истакли да је предлог закона усаглашен са највишим правним стандардима, док из Митрополије црногорско-приморске и Епархије будимљанско-никшићке тврде управо супротно. Министри спољних и унутрашњих послова Црне Горе Срђан Дармановић и Мелвудин Нухоџић, као и председник Парламента Иван Брајовић експерте из делегације Венецијанске комисије (ВК) су увјеравали да нови предлог закона „гарантује сваком грађанину Црне Горе слободу вероисповести“ и „заштиту културног блага Црне Горе“, док у СПЦ немају дилему да власт овим законом жели да препише све храмове на државу, да се ради о покушају отимачине црквене имовине мимо свих законских норми, а због чега су делегацији Комисије предате и бројне примедбе на спорни предлог закона. Из Венецијанске комисије су поручили да су „свесни важности доношења закона који регулише тако комплексну материју“, због чега су у врло кратком року допутовали у Црну Гору да још једном сагледају сва мишљења, те да би Комисија могла дати своје мишљење крајем јуна. Нема сумње да ће мишљење Венецијанске комисије по овом питању бити од изванредног значаја за даља укупна друштвено-политичка збивања у Црној Гори.

#### Изјава архијерејског саборског сабора СПЦ о предлогу закона о вероисповести
Влада Црне Горе представила је 20. маја 2019. годиен предлог закона о слободи вероисповести или уверења и правном положају верских заједница, који, по многим тумачењима, суштински представља фронтални напад на Митрополију црногорско-приморску Српске православне цркве. Главна тачка спорења, по свему судећи је интенција црногорских власти да све верске објекте који су наводно били имовина Црне Горе пре 1918. године укњижи као државно власништво. У саопштењу за јавност Светог архијерејског сабора СПЦ истиче се да се „тим нацртом закона специјално и намерно дискриминишу епархије црногорско-приморска и будимљанско-никшићка, а предвиђа се чак и отимање светих храмова и њихово проглашавање за власништво државе“ Црне Горе, што представља директно мијешање у унутрашње црквене послове, те да посриједи имамо покушаје насилног одузимања светиња у корист канонски и реално непостојеће „Црногорске православне цркве“, као и претње да ће бити срушене поједине богомоље (црква на планини Румији и крстионица на Превлаци).

## Позадина и узроци
Крајем 1993. године основана је Црногорска православна црква сепаратна од аутохтоне Српске православне цркве која има управу над читавом Црном Гором 800 година и чија имовина је правно заштићена. Сепаратна Црногорска православна црква је регистрована званично у јануару 2000. године у полицијској станици у Цетињу. Први поглавар неканонске Црногорске православне цркве био је самозвани митрополит Антоније Абрамовић.
Приликом оснивања своје организације, прваци аутокефалистичког покрета су се позивали на наводна историјска права, која су "доказивали" стварањем нових и оживљавањем старих привида. При томе су тражили ослонац не само у ранијим тезама Секуле Дрљевића и Савића Марковића Штедимлије, већ и у разним памфлетима пропагандног типа, који су између два светска рата настали као производ политичког ревизионизма.

#### Канонски статус
Црногорска православна црква (ЦПЦ) тврди да управо она представља пуноправну наследницу целокупне православне баштине у Црној Гори и заступа тезу да је Православна црква у Црној Гори била аутокефална у периоду од укидања Пећке патријаршије (1766) до стварања јединствене Српске православне цркве (1920). Црногорску православну цркву не признаје Цариградска патријаршија нити друге православне помјесне цркве. На њеног вођу, Мираша Дедеића, Свети синод Цариградске патријаршије на челу са васељенским патријархом Вартоломејем I је бацио анатему. Патријарх московски Алексије II је 2004. године приликом сусрета са Милом Ђукановићем рекао му да '„Мираша Дедеића и његове сараднике ни у једној земљи неће позитивно прихватити, за разлику од канонског митрополита црногорско-приморског Амфилохија, кога познаје читав православни и не само православни свет”.

#### Званична најава и реакције на предлог закона о слободи вероисповести
Влада Црне Горе премијера Душка Маровића утврдила је 8. децембра. 2019. године „Предлог закона о слободи вероисповести и правном положају верских заједница“, који ће се пред посланицима Парламента наћи 23 — 24. децембра. 2019, на посебној седници. Српска православна црква реаговала је тако што је направила видео којим позива верни народ у Црној Гори на Свету литургију у Никшићу, коју ће служити митрополит црногорско-приморски Амфилохије и владика будимљанско-никшићки Јоаникије 21. децембра 2019. у саборном Храму Светог Василија Острошког. Света литургија је предвиђена да буде одржана поводом предлога закона Владе Црне Горе којим се планира одузимање имовине СПЦ у Црној Гори због спорноог предлога закона о слободи вероисповести који је најављен да се нађе на дневном реду Скупштине Црне Горе за 24. децембра 2019. године. Два дана касније, Бошњачка странка међу првима се огласила саопштењем у којем поздравља одлуку Владе Црне Горе да се донесе спорни закон. Бошњаци најављују да ће у Парламенту помоћи његово изгласавање, упркос жустром противљењу Митрополије црногорско-приморске и других епархија СПЦ у Црној Гори. У већинској православној јавности то је протумачено као отворено стављање водећих политичких представника Бошњака на страну заговорника отимачине имовине СПЦ у Црној Гори, уз опаску да би било много мудрије да су у овом случају остали по страни, те препустили да православна већина сама решава овако осјетљива питања. Ово се нарочито наглашава у контексту очувања мира и међуверског и међунационалног склада у Црној Гори, а питање црквене имовине је толико деликатно да се са највећом пажњом и озбиљношћу прати свачији став.
Спорни закон је уз велике немире у Скупштини донесен 27. децембра 2019. пошто су одбачени сви амандмани и позиви Демократског фронта да се закон не усвоји. Убрзо по усвајању закона је полиција ухапсила све посланике Демократског фронта и још четири особе, а у знак протеста су на неким местима у Црној Гори и блокирани путеви.
Убрзо су широм Црне Горе започеле масовне литије у знак протеста због доношења закона, које су се временом омасовљавале, и које су касније добиле и извесну боју грађанских протеста, након што су им се прикључили и грађани Црне Горе незадовољни влашћу коалиције око ДПС-а од преко 20 година. Протести и литије су били један од кључних фактора првог пораза владајуће коалиције око ДПС-а на парламентарним изборима 2020, из којих је настала Влада Здравка Кривокапића, која је изменила спорни закон.